# Odontobase
Odontobase ou Odontobase project est une base de données d'identification des poissons cartilagineux à partir des caractéristiques de leur revêtement cutané

## Mise en œuvre
Créée par le Dr Pascal Deynat en 2001 à la suite de ses travaux sur le revêtement cutané des requins et des raies,, le projet Odontobase vise à créer un outil diagnostique d'identification complémentaire des poissons cartilagineux à partir des caractéristiques des denticules cutanés recouvrant la surface du corps chez la majorité des espèces actuelles et fossiles.
À l'inverse des écailles d'origine dermique des poissons osseux, les poissons cartilagineux développent des structures particulières d'origine dermo-épidermique, les écailles placoides ou odontodes, dont la structure, évoquant celle d'une dent, leur a valu le nom de denticules cutanés. À l'inverse des écailles des poissons osseux, les denticules cutanés des requins et des raies ne croissent pas mais sont soumis à des processus clastiques entraînant leur destruction et leur renouvellement tout au long de la vie de l'animal.

## Morphologie

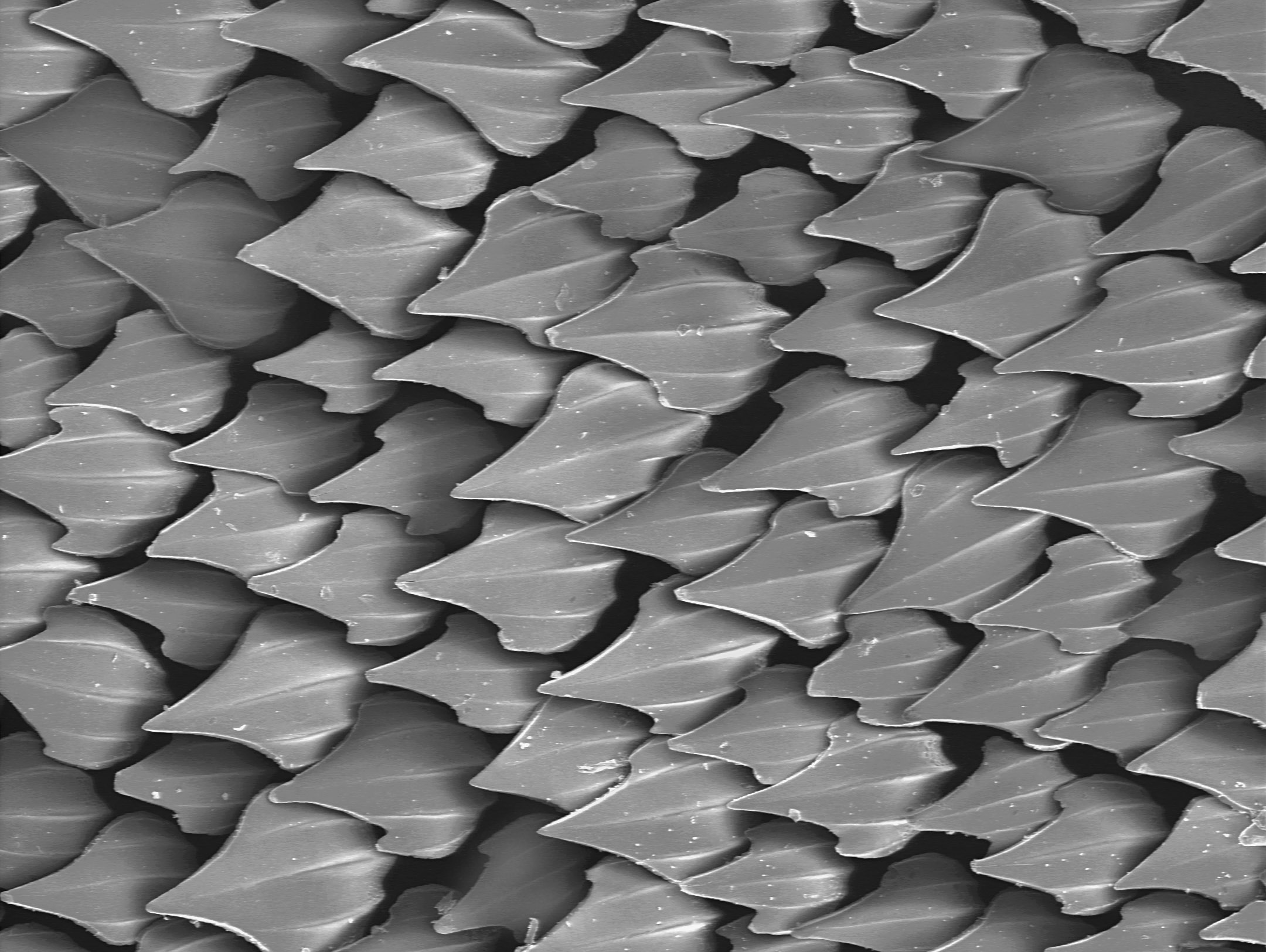
Denticules cutanés de petite roussette Scyliorhinus canicula

Les denticules cutanés présentent des tailles s'échelonnant de quelques microns à plusieurs millimètres de longueur. Ils se rencontrent sur toute la surface du corps de la majorité des espèces actuelles, y compris dans la cavité bucco-pharyngée et la membrane nictitante des Carcharhiniformes. Les denticules cutanés présentent généralement trois parties bien distinctes; une plaque basale enfouie dans le derme sous-jascent, un pédoncule ou collet et une couronne. Ces trois éléments présentent des formes très variables d'un taxon à l'autre.
La plaque basale peut être étoilée ou en pavé, voire à contours en tessons chez les Squatinidae. Le pédoncule est plus ou moins trapu chez les différentes espèces et peut être parfois non différentiable de la couronne chez les espèces à denticules sétiformes (certaines espèces d'Etmopterus notamment). En règle générale, les variations morphologiques de la couronne sont liées à des variations écomorphologiques. Les espèces hydrodynamiques actives développent en effet des couronnes limbées garnies à leur surface de sillons et de carènes parallèles permettant un écoulement laminaire des fluides au cours du déplacement, et donc une réduction des forces de frottement, caractéristiques largement étudiées par la suite dans le cadre d'études biomimétiques.
Les denticules cutanés des poissons cartilagineux se différencient également en structures de grandes tailles telles les boucles, les épines et les tubercules. Chez les raies pastenagues (Myliobatiformes), la queue est généralement pourvue d'un aiguillon serratulé pouvant atteindre plusieurs centimètres de longueur

## Variations taxonomiques
Requins
Chez les requins, les denticules recouvrent la presque totalité du corps. Ils présentent généralement des variations morpho-écologiques, les denticules des espèces les plus actives étant généralement carénés et profondément imbriqués alors que ceux des espèces plus indolentes présentent une imbrication moins poussée et une taille plus importante .  
Ils présentent des différenciations en plaques épineuses chez le requin bouclé Echinorhinus brucus et peuvent parfois se différencier en structures de grandes tailles sur le pédoncule caudal des genres Hexanchus, Galeus ou Apristurus. 

### Raies
Pristiformes
Chez les poissons-scies, il existe une distinction entre le genre monospécifique Anoxypristis et les espèces du genre Pristis. Chez les premiers, le revêtement cutané n'est que partiellement représenté sur la face ventrale du corps et les denticules possèdent trois pointes sur leur bordure postérieure. Chez les Pristis, deux groupes de trois espèces peuvent être distingués: les espèces à denticules carénés et les espèces à denticules lisses.
Autres raies

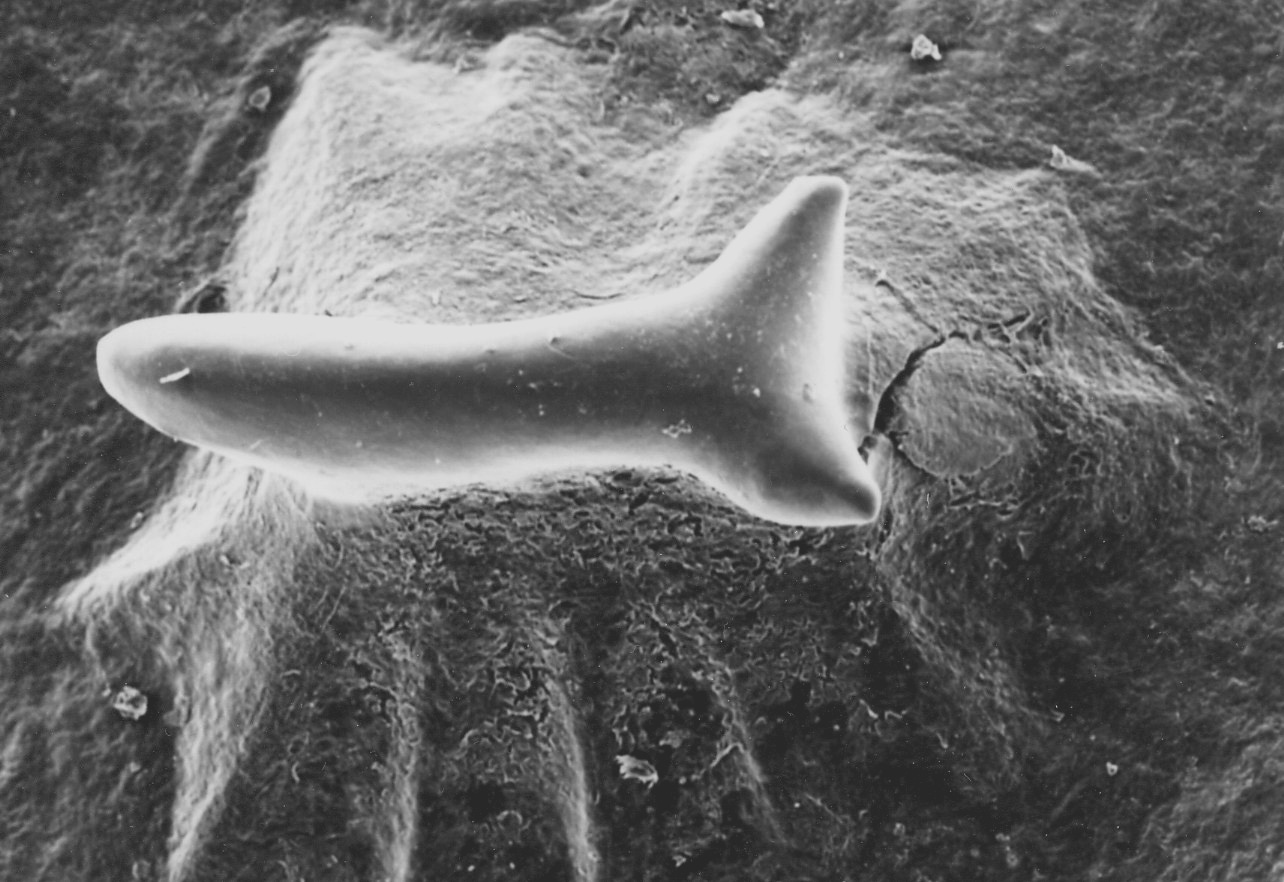
Denticule myrmécoïde de la raie bouclée Raja clavata

Chez les raies, le revêtement cutané ventral disparaît progressivement chez les raies au sens strict (Rajoides) et n'est plus présent sur la face ventrale que sous forme d'une bande denticulaire étroite. Les denticules cutanés se présentent généralement sous forme d'une pointe redressée indécelable du pédoncule, à l'exception des raies appartenant au genre Raja et caractérisées par des denticules myrmécoïdes. La plaque basale est généralement tétracarénée mais peut également présenter un contour fortement découpé. Chez les mâles matures, des épines malaires (au niveau de la tête) et alaires (dans la région interne des pectorales) se différencient. Ces dernières permettent l'accrochage des femelles au cours de la reproduction.Le revêtement cutané est totalement absent chez les Torpediniformes et certains Myliobatiformes (Hexatrygonidae, Rhinopteridae, Myliobatidae...). 

## Utilisation
Les grandes variations du revêtement cutané avaient suggéré certains auteurs qu'il était difficile d'utiliser leurs caractéristiques dans une optique d'identification. En effectuant l'archivage morphologique de ces structures en fonction de leur emplacement à la surface du corps mais également selon la maturité des spécimens, il est possible d’obtenir des informations complémentaires lorsque seuls des nageoires isolée sou de échantillons de peau sont disponibles.
L'utilisation de cette base de données devient alors intéressante dans le cadre d’objets muséologiques isolé ou d'identification des nageoires de requins pour les services douaniers internationaux.